# Кадуй (деревня, Кадуйский район)
Ка́дуй — деревня в Кадуйском районе Вологодской области.
Название происходит от вепсского Kadagoja, что означает "можжевеловый ручей" (kadag - можжевельник, oja - ручей). Изменение происходило по схеме Kadagoja > Kadaoja > Kadoja > Kadoi > Кадуй.
Входит в состав сельского поселения Семизерье (до 2015 года входила в Рукавицкое сельское поселение), с точки зрения административно-территориального деления — в Чупринский сельсовет.
Расположена на левом берегу реки Усть-Кадуй (приток Суды) в селе Пусторадицы. Расстояние по автодороге до районного центра Кадуя — 13 км, до центра муниципального образования деревни Малая Рукавицкая — 11 км. Ближайшие населённые пункты — Жорновец, Селище, Филино, Черново.
Первое упоминание датируется 1626 годом. По первоначальному проекту железной дороги Санкт-Петербург — Вологда она должна была пройти непосредственно у деревни, рядом с которой планировалось построить одноимённую станцию. Впоследствии было принято решение проложить дорогу несколькими километрами южнее, что позволило обойтись меньшим количеством пересечений с реками. Проектное название станции же изменено не было и она была названа «Кадуй», что перешло и на посёлок, впоследствии ставший центром одноимённого района.
По переписи 2002 года население — 19 человек.